# Rick Berman
Richard Keith „Rick“ Berman (* 25. prosince 1945 New York, New York) je americký televizní producent. Je znám především jako vedoucí producent několika seriálů a filmů na motivy Star Treku, přičemž po úmrtí jeho tvůrce Genea Roddenberryho v roce 1991 převzal nad Star Trekem vedení.
V letech 1977 až 1982 pracoval jako starší producent na seriálu PBS The Big Blue Marble, který získal cenu Emmy pro nejlepší dětský seriál. Mezi lety 1982 a 1984 působil jako nezávislý producent, podílel se například na projektech What on Earth (HBO) či The Primal Mind (PBS). V roce 1984 jej zaměstnalo studio Paramount Pictures jako programového ředitele, který dohlížel např. nad seriály Na zdraví, MacGyver či Webster.
V roce 1987 si Bermana a Maurice Hurleyho vybral Gene Roddenberry, aby mu pomohli vytvořit sci-fi seriál Star Trek: Nová generace. Původně zde působil jako dohlížející producent společně s Robertem Justmanem, později byl povýšen na spoluvedoucího producenta. Když se Roddenberryho zdraví zhoršilo, Berman se stal od třetí sezóny Nové generace vedoucím producentem. Sám také napsal dvě epizody: Bratři (4. sezóna) a Otázka času (5. řada).
Během předposlední sezóny Nové generace byl požádán Paramountem o vytvoření dalšího seriálu ze světa Star Treku. Společně s Michaelem Pillerem tak vytvořil seriál Star Trek: Stanice Deep Space Nine, který byl vysílán od roku 1993. Po ukončení Nová generace vznikl v rámci opakované spolupráce s Pillerem a nově i s Jeri Taylorovou další seriál Star Trek: Vesmírná loď Voyager vysílaný od roku 1995. V roce 2001 společně s Brannonem Bragou vytvořil dosud poslední seriál z tohoto světa: Star Trek: Enterprise. Během tohoto období působil také jako hlavní producent u filmů Star Trek: Generace (1994), Star Trek: První kontakt (1996), Star Trek: Vzpoura (1998) a Star Trek: Nemesis (2002), přičemž u všech se také podílel na tvorbě jejích příběhů.
Po zrušení seriálu Enterprise v roce 2005 se podílel na vývoji jedenáctého startrekovského filmu na základě scénáře Erika Jendresena, který ale byl taktéž zrušen. Od té doby se dále věnuje producentské činnosti i dalším aktivitám, které s televizí nesouvisejí.